# Udea octosignalis
Udea octosignalis is een vlinder uit de familie van de grasmotten (Crambidae), uit de onderfamilie van de Spilomelinae. De wetenschappelijke naam van deze soort is voor het eerst voorgesteld als Botis octosignalis door George Duryea Hulst in een publicatie uit 1886.
De soort komt voor in de Verenigde Staten.